# Fréménil

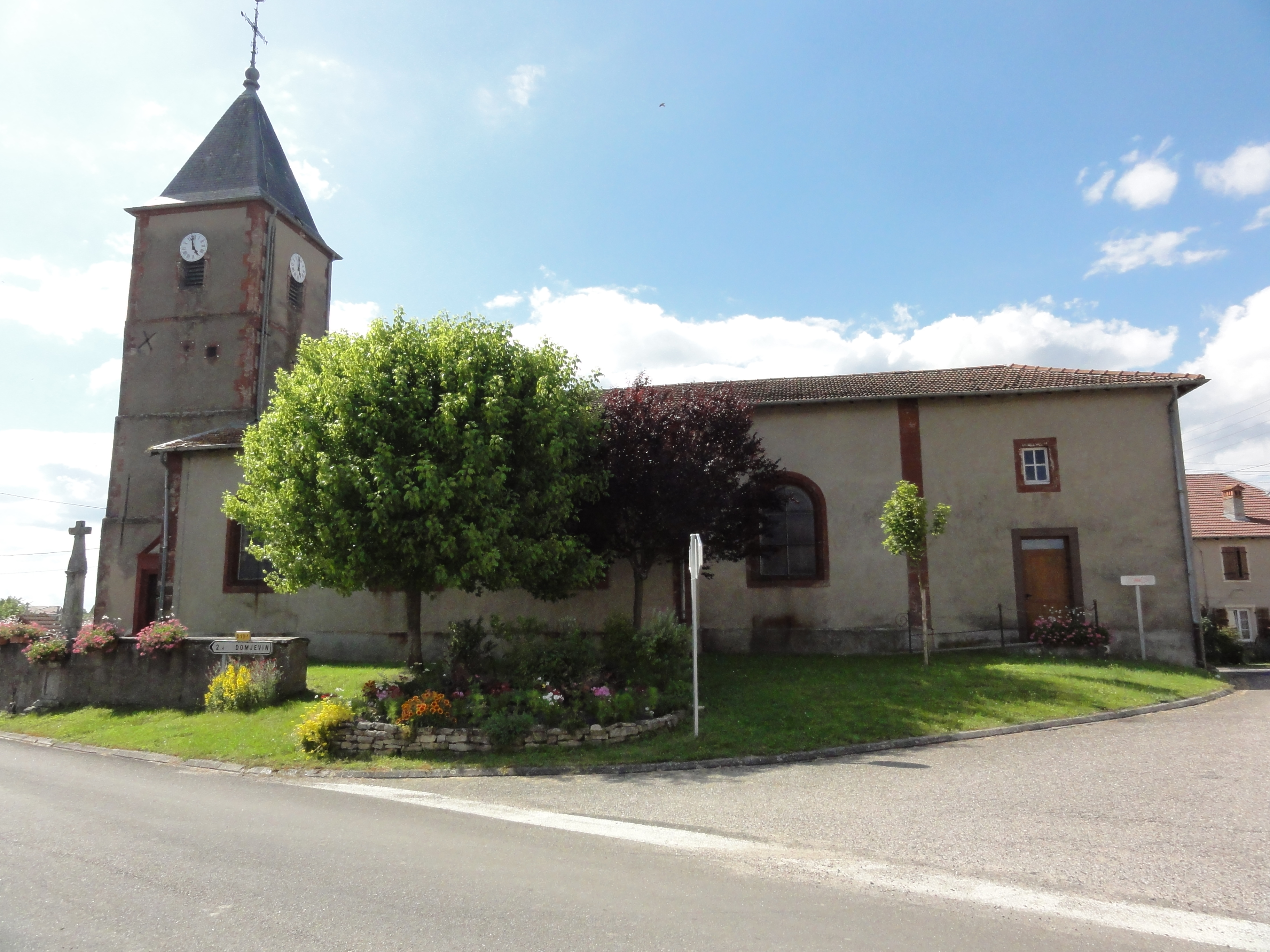
Kościół we Fréménil (2016)

Fréménil – miejscowość i gmina we Francji, w regionie Grand Est, w departamencie Meurthe i Mozela.
Według danych na rok 1990 gminę zamieszkiwało 140 osób, a gęstość zaludnienia wynosiła 46 osób/km² (wśród 2335 gmin Lotaryngii Fréménil plasuje się na 905. miejscu pod względem liczby ludności, natomiast pod względem powierzchni na miejscu 1172.).

## Populacja

Populacja Fréménil w latach 1962–2008